# Dora 2011.
Dora 2011. bio je izbor za najbolju pjesmu Hrvatske za pjesmu Eurovizije 2011. godine. Izbor se održavao u Zagrebu.

## Pravila
HRT je predstavio novi način izbora Hrvatske pjesme za Euroviziju. Natjecanje se sastojalo od šest eliminacijskih emisija, a u sedmoj se odabralo konačan predstavnik. Kroz svih šest emisija građani su telefonskim glasovanjem odabirati kandidate koji zaslužuju ići dalje. Tijekom izlučnih emisija natjecatelji su izvodili poznate domaće i strane skladbe, a o onima koji su nastaviti natjecanje odlučivala je publika. Preostala dva kandidata u sedmoj su emisiji pjevali po tri pjesme, a građani su mogli birati najbolju varijantu. Tri pjesme su otpjevali Daria Kinzer i Jacques Houdek, a konačni predstavnik je Daria Kinzer.

## Voditelji
Novi voditeljski parovi Dore 2011. su bili: Leona Paraminski, Aleksandar Kostadinov i Monika Lelas koji su imali težak zadatak, bili bolji od prošlogodišnjih.

## Stručni žiri
Stručni žiri imali su zadatke izabrati 24 kandidata, naručili tri skladbe od tri hrvatska autora, od koje su izabrali skladbe s kojom je hrvatski predstavnik nastupio na Eurosongu i kao glavno odabrani žiri koji su u finalnoj emisiji zajedno s publikom izabrali hrvatskog predstavnika na Eurosongu. Žiri je bio: Željen Klašterka - HRT, Branka Muvrin - HR, Hrid Matić - HRT - Glazbena proizvodnja, Željimir Babogredac - HDU, Zvonimir Bučević - HDU, Hrvoje Hegedušić - HDS.

## Popis kandidata
- Diana Heraković, Sveta Nedjelja
- Mirko Švenda – Žiga, Prelog
- Jelena Vanjek, Dugo Selo
- Mijo Lešina, Zagreb
- Marija Rubčić, Zagreb
- Valentina Briški, Rijeka
- Damir Kedžo, Omišalj
- Doris Teur, Zaprešić
- Dora Benc, Varaždin
- Artemija Stanić, Makarska
- Ivana Brkašić, Rijeka
- Katica Marinović, Split
- Miro Tomić, Vrgorac
- Renata Holiv, Virovitica
- Saša Lozar, Zagreb
- Ana Eškinja, Sv. Filip i Jakov
- Jacques Houdek, Zagreb
- Daria Kinzer, Zagreb
- Tina Vukov, Rijeka
- Mila Soldatić, Pula
- Mario Sambrailo, Dubrovnik
- Filip Dizdar, Sukošan
- Manuela Svorcan, Pula
- Sabrina Hebiri, Rijeka

#### Rezervni kandidati:
- Maksim Hozić
- Marina Đurević

## Vanjske poveznice
- Službena stranica  Arhivirana inačica izvorne stranice od 19. siječnja 2011. (Wayback Machine)